# David Freedberg
David Adrian Freedberg (geboren 4. Juni 1948 in Kapstadt, Südafrikanische Union) ist ein südafrikanisch-US-amerikanischer Kunsthistoriker.

## Leben

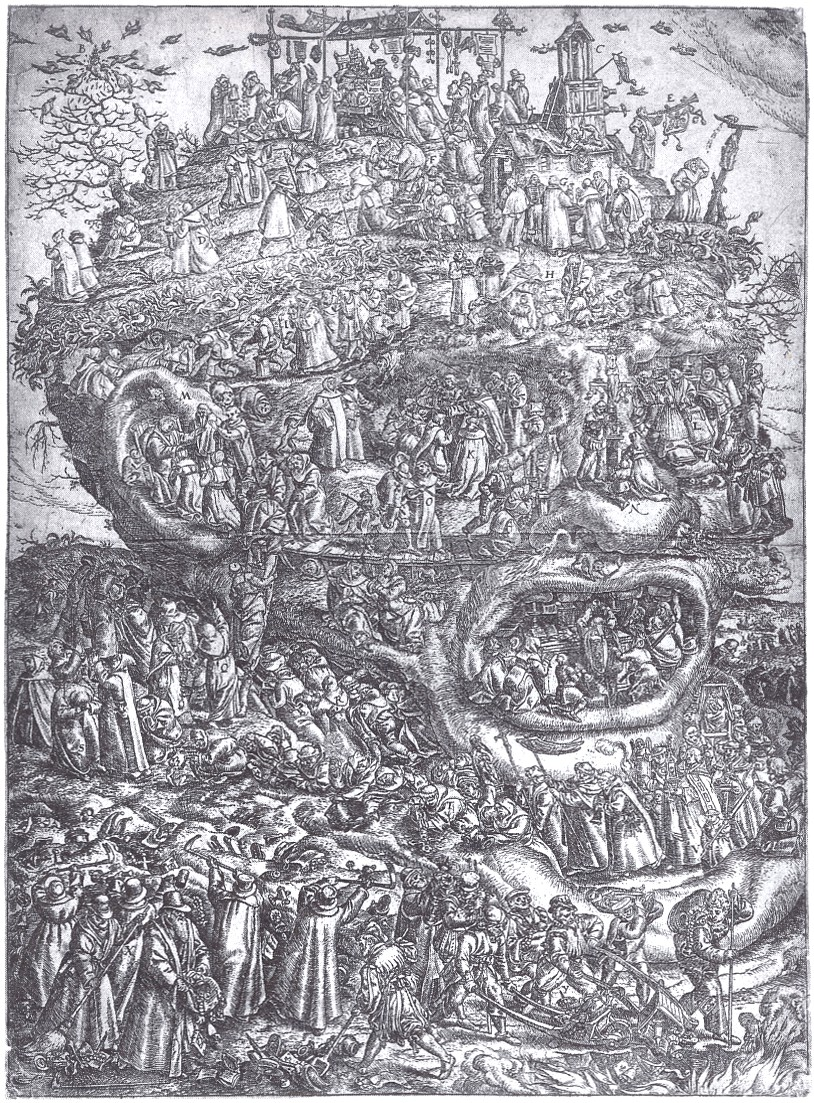
Abbildung Nr. 1, in: Freedberg: Iconoclasm (1972/1988):
Marcus Gerards der Ältere: Allegorie des Ikonoklasmus (1566).

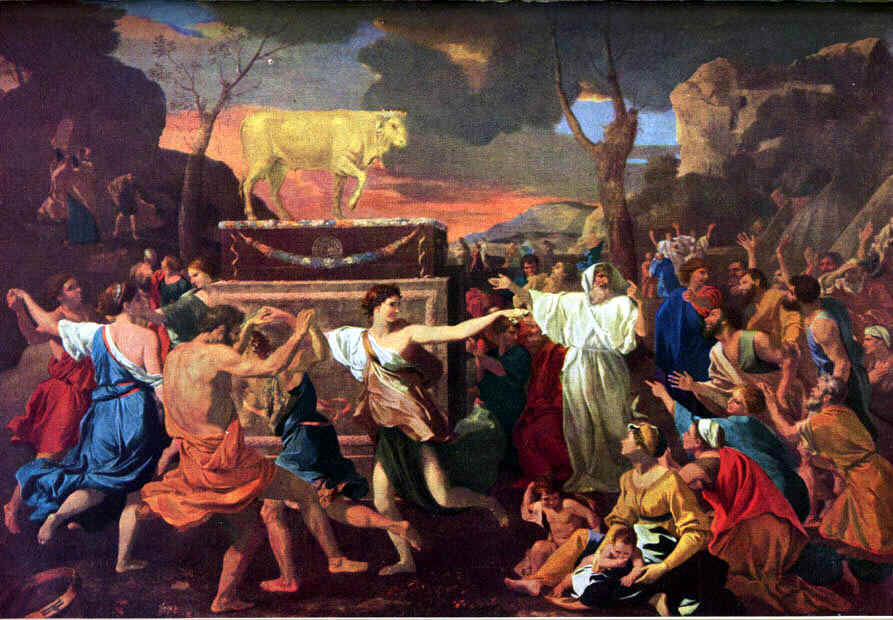
Frontispiz in: Freedberg: The Power of Images (1989):
Nicolas Poussin: Der Tanz um das goldene Kalb (1633).
Freedberg zeigt eine schwarzweiße Reproduktion des Bildes nach seiner Zerstörung in der National Gallery, London, im Jahr 1978.

David Freedberg besuchte die South African College High School in Newlands, Kapstadt, und studierte Alte Sprachen an der Universität Kapstadt und an der Yale University. Er studierte danach Kunstgeschichte mit einem Rhodes-Stipendium in Oxford und wurde dort 1973 am Balliol College promoviert.
Freedberg war Dozent am Courtauld Institute of Art, 1983 Slade Professor of Fine Art in Oxford und erhielt 1984 einen Ruf an die Columbia University. 1996 bis 1998 war er Andrew W. Mellon Professor an der National Gallery of Art. 2015 wurde er als Direktor an das Warburg Institute berufen.
Er ist Redaktionsmitglied von mehreren wissenschaftlichen Zeitschriften: Print Quarterly (London), Res (New York), Revue de l’Art, Nuncius (Florenz), Journal of Neuroesthetics (London), Arts and Neurosciences (Paris), Imagines (Rom). Er ist Fellow der American Academy of Arts and Sciences (1997), der American Philosophical Society (1997), der Accademia Nazionale di Agricultura, des Istituto Veneto di Scienze, Lettere ed Arti und seit 2009 Mitglied des wissenschaftlichen Beirats am Wissenschaftskolleg zu Berlin.
Bekannt wurde Freedberg vor allem für seine Publikationen über die psychologischen Reaktionen auf Bilder sowie für seine Arbeit über die Beziehung zwischen Kunst und Wissenschaft. Er setzt sich mit der Bedeutung der Neurowissenschaften für das Verständnis von Kunst und Bildern auseinander. Das Warburg-Institute soll unter seiner Leitung sich „wieder“ stärker auf die Fragen der Überwindung der Gegensätze von Hoch- und Populärkultur, vom Westen und „dem Rest“ fokussieren.

## Schriften (Auswahl)
- Rubens. The life of Christ after the passion (= Corpus Rubenianum Ludwig Burchard. 7). Miller u. a., London u. a. 1984, ISBN 0-19-921032-2.
- Iconoclasm and painting in the revolt of the Netherlands. 1566–1609. Garland, New York NY u. a. 1988, ISBN 0-8240-0087-0 (Zugleich: Oxford, Universität, Dissertation, 1972).
- The Power of Images. Studies in the History and Theory of Response. University of Chicago Press, Chicago IL u. a. 1989, ISBN 0-226-26144-1.
- The play of the unmentionable. An installation by Joseph Kosuth at the Brooklyn Museum. Essay. Thames and Hudson, London 1992, ISBN 0-500-23647-X, S. 31–69.
- The Eye of the Lynx. Galileo, his Friends, and the Beginnings of Modern Natural History. The University of Chicago Press, Chicago IL u. a. 2002, ISBN 0-226-26147-6.
- Memory in Art. History and the Neurosciences of Response. In: Suzanne Nalbantian, Paul M. Matthews, James L. McClelland (Hrsg.): The Memory Process. Neuroscientific and Humanistic Perspectives. The MIT Press, Cambridge MA 2011, ISBN 978-0-262-01457-1, S. 337–358.
- mit Vittorio Gallese: Motion, Emotion and Empathy in Esthetic Experience. In: Trends in Cognitive Sciences. (TiCS). Band 11, Nr. 5, 2007, S. 197–203, doi:10.1016/j.tics.2007.02.003.
- Empathy, Motion and Emotion. In: Klaus Herding, Antje Krause-Wahl (Hrsg.): Wie sich Gefühle Ausdruck verschaffen. Emotionen in Nahsicht. Driesen, Taunusstein 2007, ISBN 978-3-936328-76-9, S. 17–51.